# 宮川知彰
宮川 知彰（みやがわ ともあき、1921年2月15日 - 2007年12月21日）は、日本の教育学者。
福井県出身。東京帝国大学文学部教育学科卒。東北大学教育学部助教授、教授、1979年「青年における生活条件と語の認知閾との関係に関する実験的考察」で東京大学教育学博士。1984年東北大を定年退官、名誉教授、放送大学教授。
1995年、勲二等瑞宝章を受章。2007年12月21日、心不全のため死去。

## 著書
- 『現代心理学体系 第6 青年心理学』共立出版 1955
- 『青年の心理  青年の性と結婚』大日本図書 1966

### 共編著
- 『現代心理学選書 第1巻 乳幼児・学童の心理学』寺田晃共編 福村出版 1975
- 『現代心理学選書 第2巻 青年心理学』寺田晃共編 福村出版 1978
- 『講座日本の学力 14巻 青年の学力』共著 日本標準 1979
- 『発達心理学 2』編著 放送大学教育振興会 1986
- 『青年の心理と教育』編著 放送大学教育振興会 1990
- 『発達段階の心理学』星薫共編著 放送大学教育振興会 1990
- 『発達心理学』野呂正共編著 放送大学教育振興会 1991
- 『老人の心理と教育』荒井保男共編著 放送大学教育振興会 1991

## 論文
- Cinii

## 注
1. 1 2  『現代物故者事典2006～2008』（日外アソシエーツ、2009年）p.614
2. ↑  宮川知彰氏死去 東北大名誉教授 - 共同通信、2007年12月22日
3. ↑  「追悼記 日本心理学会名誉会員宮川知彰先生を偲んで[含 略歴,主要研究業績]」寺田晃『心理学研究』2008-10